# 토니 애덤스
토니 애덤스(영어: Tony Adams, MBE, 1966년 10월 10일 ~ )는 잉글랜드의 축구 선수이자 현재 감독이다.
선수 시절 포지션은 중앙 수비수였으며, 아스널 FC에서만 활동한 원클럽 맨(one-club men)이다. 1983년부터 2002년까지 아스널에서 504경기 출장 32득점을 기록하였으며, 잉글랜드 축구 국가대표팀에서 1987년에서 2000년까지 66경기 출장 5득점을 기록하였다.
감독으로서는 2003년부터 위컴 원더러스 FC, 포츠머스 FC, 게벨레 FK, 그라나다 CF 등의 팀을 거쳤다.

## 수상

### 아스날
- 퍼스트 디비전/프리미어리그 : 1988–89, 1990–91, 1997–98, 2001–02
- FA컵 : 1992–93, 1997–98, 2001–02
- 리그컵 : 1986–87, 1992–93
- 채리티 쉴드 : 1991 (shared), 1998
- 유로피언컵 위너스컵 : 1993–94

### 개인
- PFA 영플레이어 : 1986–87
- PFA 올해의 팀 : 1986–87, 1993–94, 1995–96, 1996–97
- PFA 세기의 팀 : 2007
- 프리미어리그 10주년 어워드
- 프리미어리그 20주년 어워드
- 잉글랜드 축구 명예의 전당 : 2004
- 풋볼리그 레전드 100인
- 대영제국 훈장 5등급 : 1999[1]

## 같이 보기
- 원클럽맨 명단